# Marcos Pontes
Marcos Cesar Pontes (Bauru, 11 marzo 1963) è un astronauta e politico brasiliano.
È il primo astronauta/cosmonauta brasiliano, il primo lusofono ed il primo dell'America meridionale ad andare allo spazio nella missione battezzata "Missione Centenario" (in portoghese Missão Centenário), in riferimento alla commemorazione del centenario del volo di Santos-Dumont con l'aeroplano 14-Bis, realizzato nel 1906. Il 30 marzo 2006, partì verso la Stazione spaziale internazionale a bordo del velivolo spaziale russo Sojuz TMA-8, con otto esperimenti scientifici brasiliani da eseguirsi in ambiente di microgravità. Ritornò il giorno 8 aprile a bordo del velivolo spaziale Sojuz TMA-7.

## Biografia
I suoi genitori Virgílio e Zuleika Pontes abitavano a Bauru. È stato pilota di caccia dell'Aeronautica Militare Brasiliana (in portoghese Força Aérea Brasileira), avendo il grado di tenente colonnello.
Dopo due mesi dal suo viaggio nello spazio, si è ritirato dal suo incarico, andando in pensione all'età di 43 anni. Il suo viaggio alla Stazione spaziale internazionale è costato alle casse pubbliche brasiliane circa 40 milioni di reais, tra il pagamento del viaggio ed otto anni di formazione nella NASA.
Nel sito blog di notizie brasiliano G1, Marcos Pontes ha risposto a tante di queste domande spiegando che l'uscita dall'Aeronautica è stata decisa in comune accordo con la corporazione: "Dal mio lato, perché, durante gli otto anni che ho trascorso nella NASA nei corsi di formazione per la mia missione, ho perso tante richieste di corsi obbligatori per ufficiali di carriera. (...) Dal lato della FAB (Aeronautica Militare Brasiliana) perché la mia prestazione a sostegno del programma spaziale potrebbe essere molto più efficace se io fossi fuori dell'Aeronautica".

### Formazione
Si è diplomato presso il Collegio Liceu Noroeste, a Bauru, nell'anno 1980. Nel 1984 ha ricevuto il bachelor in tecnologia aeronautica dell'Accademia dell'Aeronautica Militare (in portoghese Academia da Força Aérea), localizzata a Pirassununga, San Paolo. Nel 1989, Pontes iniziò il corso di ingegneria aeronautica nell'Istituto Tecnologico di Aeronautica (in portoghese Instituto Tecnológico de Aeronautica), a São José dos Campos, San Paolo, ricevendo il titolo di ingegnere in 1993. Nel 1998, Pontes ha conseguito un master in ingegneria dei sistemi per la Naval Postgraduate School, localizzata a Monterrey, California.
È stato premiato con la Medaglia d'Onore al Merito dell'Accademia dell'Aeronautica Militare e la Medaglia Santos-Dumont.
Come pilota dell'Aeronautica Militare Brasiliana ha più di 1.900 ore di volo in più di venti modelli di jet della flotta dell'Aeronautica Militare Brasiliana..

### Ammissione nel programma spaziale
Nel giugno 1998 è stato selezionato per il programma spaziale della NASA, per integrare lo sforzo multinazionale rivolto alla costruzione della Stazione spaziale internazionale.
Iniziò la formazione obbligatoria in agosto di quell'anno nel Lyndon Johnson Space Center, a Houston. Nel dicembre 2000, alla conclusione del corso, è stato dichiarato ufficialmente "astronauta della NASA".
Il suo volo inaugurale è stato originariamente programmato per il 2001, come parte della costruzione della Stazione spaziale internazionale. Più specificatamente, l'obiettivo della missione sarebbe trasportare ed installare il modulo costruito in Brasile (noto come "Express Pallet"). Problemi di bilancio della NASA hanno forzato, tuttavia, il rinvio della missione per l'anno 2003. Avvicinandosi alla data, persistenti problemi finanziari indicavano un nuovo rinvio, ma l'incidente dello Space Shuttle Columbia, nel febbraio 2003, ha sospeso tutti i voli della NASA per un periodo indeterminato.

### Missione Centenario
Mentre era in attesa di essere lanciato nello spazio, Pontes è stato nominato per l'Ufficio di Astronauti per Operazioni nella Stazione Orbitale (in inglese Astronaut Office Space Station Operations Branch), dove ha lavorato nel settore delle missioni tecniche.
Nell'ottobre 2005, durante una visita ufficiale del Presidente brasiliano Luiz Inácio Lula da Silva alla Russia, è stato firmato un accordo di cooperazione tra i due paesi, consentendo l'invio di Marcos Pontes alla Stazione spaziale internazionale con un pagamento di dieci milioni di dollari americani.
Così, dopo tanti rinvii, e più formazioni, ora in Città delle Stelle per adattarsi alla Sojuz, nel giorno 29 marzo 2006 (2:30 UTC), è stato lanciato il velivolo spaziale Sojuz TMA-8 con il tenente colonnello Marcos Pontes. Oltre all'astronauta brasiliano, facevano parte dell'equipaggio il russo Pavel Vinogradov e lo statunitense Jeffrey Williams, questi due membri dell'Expedition 13. Per la sua simpatia e il sorriso quasi sempre presente, oltre ad essere il primo astronauta brasiliano, è stato rispettato dalla stampa russa per la sua somiglianza a Yuri Gagarin.
Le immagini del lancio sono state accompagnate in diretta dalla base russa del Bajkonur in Kazakistan per tutto il Brasile, da varie emittenti televisive e in tutto il mondo da NASA TV. Con questo, il Brasile è diventato il 27º paese ad avere un cittadino nello spazio.
Il velivolo spaziale si unisce alla Stazione spaziale internazionale nelle prime ore di sabato 1º aprile. Durante un periodo di otto giorni, Marcos Pontes ha realizzato diversi esperimenti per l'Agenzia Spaziale Brasiliana e per studenti della scuola elementare.
Nel giorno 3 aprile 2006, è stata trasmessa una intervista in omaggio a Santos-Dumont, in cui Marcos Pontes ha utilizzato un cappello Panamá pari a quello dell'inventore e un fazzoletto con la sigla SD.
Ritornò alla Terra nella sera del giorno 8 aprile, 23:48 UTC, nel velivolo spaziale Sojuz TMA-7, insieme ai due astronauti della missione Expedition 12, il russo Valerij Ivanovič Tokarev e l'americano William McArthur.
Marcos Pontes ha completato 155 orbite e la durata totale della sua missione è stata di 9 giorni, 21 ore e 17 minuti.
Dopo il ritorno, è rimasto per un periodo di otto giorni sotto osservazione per riadattarsi ad un ambiente con gravità.

### Ritorno al Brasile
Nel 20 aprile, è stato omaggiato nella città di Brasilia in una solennità dell'Agenzia Spaziale Brasiliana (AEB). Ha ricevuto dal Presidente Luiz Inácio Lula da Silva la decorazione dell'Ordine Nazionale del Merito.
Nel 21 aprile 2006, ritornò alla sua città natale nello Stato di San Paolo, Bauru, ed è stato ricevuto come eroe, da un pubblico di più di 5 000 persone, con diritto alla presentazione dell'Esquadrilha da Fumaça, la pattuglia acrobatica dell'Aeronautica Militare Brasiliana. Successivamente ha partecipato ad una sfilata nella parte superiore di un veicolo dei Vigili del Fuoco, oltre a realizzare una conferenza presso il Teatro Comunale.
Dopo il suo ritorno, ha chiesto il licenziamento dall'Aeronautica Militare Brasiliana, ma lavora ancora per il Programma Spaziale Brasiliano. Continua con le sue attività nel Johnson Space Center, a Houston, Texas, ed è disponibile per i futuri voli spaziali brasiliani.
Nel 18 maggio 2006, secondo il Quotidiano Ufficiale dell'Unione (in portoghese Diário Oficial da União), la gazzetta ufficiale del Brasile, è stato pubblicato il suo trasferimento per la riserva della FAB (Aeronautica Militare Brasiliana).

### Primo brasiliano nello spazio
Nel 29 marzo 2006, Marcos Pontes è diventato il primo brasiliano ed il quinto latino-americano ad andare allo spazio. I latino-americani che sono stati nello spazio prima di lui sono:
- 1980 - Arnaldo Tamayo Méndez (Cuba)
- 1985 - Rodolfo Neri Vela (Messico)
- 1986 - Franklin Chang-Diaz (Costa Rica, naturalizzado statunitense)
- 1997 - Carlos Noriega (Perù, naturalizzado statunitense)

### Carriera politica
Nel 2022 Pontes è stato eletto senatore nelle file di Jair Bolsonaro.

## Vita privata
Sposato con Francisca Cavalcanti, Marcos Pontes ha due figli. I suoi hobbies sono palestra, calcio, chitarra, pianoforte, inoltre sa disegnare e realizzare pittura in acquerello.